# Peychinov Crag
Der Peychinov Crag (englisch; bulgarisch Пейчинов камък Pejtschinow kamak) ist ein in nordwest-südöstlicher Ausrichtung 3,58 km langer, 0,7 km breiter, 1300 m hoher, schmaler und felsiger Nunatak an der Oskar-II.-Küste des Grahamlands auf der Antarktischen Halbinsel. Er ragt 8,15 km südöstlich der Uschi-Kliffs, 12,6 km südwestlich des Madrid Dome, 14,38 km westlich des Mount Fedallah und 11,45 km nordnordöstlich des Mount Zadruga im oberen Abschnitt des Flask-Gletschers in den südwestlichen Ausläufern der Aristotle Mountains auf.
Britische Wissenschaftler kartierten ihn 1976. Die bulgarische Kommission für Antarktische Geographische Namen benannte ihn 2013 nach der Ortschaft Pejtschinowo im Nordosten Bulgariens in Verbindung mit dem bulgarischen Geistlichen und Aufklärer Kiril Pejtschinowitsch (1770–1845).